# Mesene eristalis
Mesene eristalis är en fjärilsart som beskrevs av Hans Ferdinand Emil Julius Stichel 1923. Mesene eristalis ingår i släktet Mesene och familjen Riodinidae. Inga underarter finns listade i Catalogue of Life.